# António Paris
Pour les articles homonymes, voir Paris (homonymie).
António Paris, de son nom complet António Cândido Duarte Paris, est un footballeur portugais né le 11 juin 1957 à São Vicente au Cap-Vert alors colonie portugaise. Il évoluait au poste de défenseur central.

## Biographie

### En club
Il commence sa carrière sénior au sein de l'équipe du SC Alba en deuxième division portugaise,,.
De 1977 à 1979, il découvre la première division avec le GD Estoril-Praia,,.
Il effectue ensuite une unique saison au CD Nacional avant de retrouver Estoril dès la saison 1980-1981,,.
Le club qui était en deuxième division est promu, António Paris reste une année de plus et est transféré en 1982 au Sporting Braga, club qu'il représente pendant deux saisons,.
Lors de la saison 1984-1985, il est joueur du SC Salgueiros,,.
Il est à nouveau joueur du GD Estoril-Praia en 1985-1986,,.
Paris raccroche les crampons à l'issue d'une dernière saison 1987-1988 avec l'União Almeirim,,.
Il dispute un total de 103 matchs pour 3 buts marqués en première division portugaise,. Au sein des compétitions européennes, il dispute 2 matchs en Coupe des vainqueurs de coupe pour aucun but marqué.

### En équipe nationale
International portugais, il reçoit une unique sélection en équipe du Portugal. Le 23 février 1983, il joue un match contre l'Allemagne de l'Ouest (victoire 1-0 à Lisbonne).